# كلارنس إسر
كلارنس إسر (بالإنجليزية: Clarence Esser)‏ هو لاعب كرة قدم أمريكية أمريكي، ولد في 13 مايو 1925 في ماديسون في الولايات المتحدة، وتوفي في 1 يونيو 2009.

## وصلات خارجية
- كلارنس إسر على موقع مرجع كرة القدم المحترفة.كوم (الإنجليزية)